# Transports en Isère
Les transports dans le département français de l'Isère sont dans l'ensemble denses et performants, mais avec de fortes disparités locales.
Autour de Grenoble, le relief conduit l'habitat et les axes de transport à se concentrer dans la vallée du Grésivaudan et la cluse de Voreppe : les infrastructures routières et ferroviaires, qui traversent des secteurs fortement urbanisés, cumulent ainsi un dense trafic périurbain lié à l'extension de la métropole grenobloise avec un fort trafic interurbain, notamment vers Lyon.
Le nord du département, autour de L'Isle-d'Abeau et Bourgoin-Jallieu, soumis à l'attraction de la métropole lyonnaise, possède également des infrastructures de transport fortement sollicitées par le trafic interurbain et périurbain, cette fois-ci lyonnais. Il en est de même pour le nord-ouest du département, autour de Vienne, qui est en outre traversé par l'un des principaux axes de communication du pays, celui de la vallée du Rhône.
Les franges sud et sud-est du département, en revanche, peu peuplées et au relief marqué (massifs du Vercors, de Belledonne, des Grandes Rousses et des Écrins), sont peu équipées, et les déplacements y sont assez lents.

## Transport routier

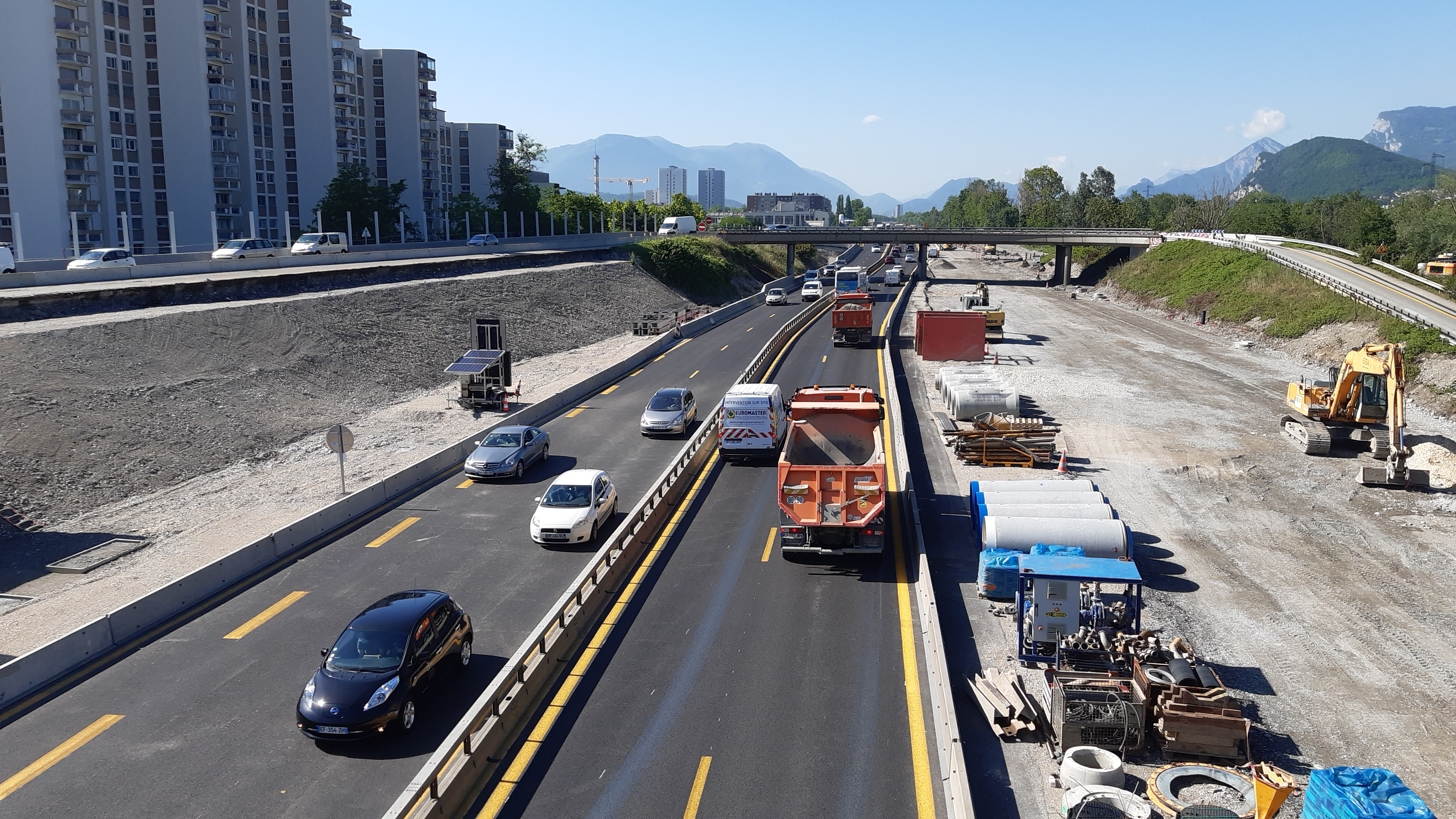
Travaux d'élargissement à 2x3 voies de l'autoroute A480 à Grenoble en juin 2021.

### Infrastructures routières

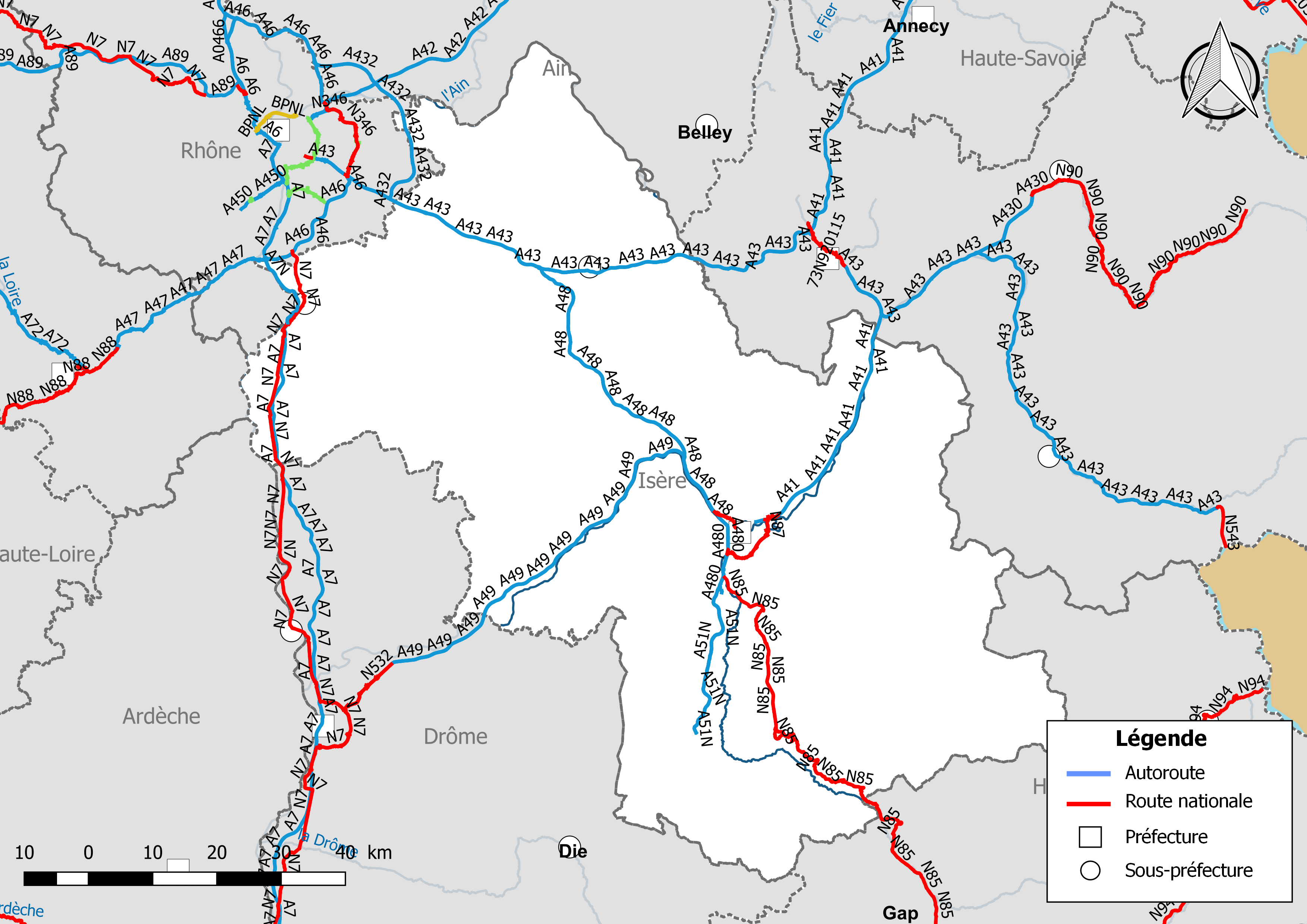
Plusieurs axes autoroutiers d'importance nationale et internationale traversent l'Isère.

Le département d'Isère est considéré comme un département monopolarisé en raison du faible nombre de commune(s) multipolarisée(s); le principale agglomération y est celle de Grenoble.
Plusieurs axes autoroutiers d'importance nationale et internationale traversent l'Isère. Dans le nord-ouest du département, l'autoroute A7 longe la vallée du Rhône en desservant notamment les agglomérations iséroises de Vienne et Roussillon. Le nord de l'Isère est traversé par l'autoroute A43 reliant Lyon à l'Italie, par L'Isle-d'Abeau, Bourgoin-Jallieu et La Tour-du-Pin. Les autoroutes A41 et A49, enfin, assurent la liaison entre Genève et la basse vallée du Rhône par la préfecture iséroise, Grenoble.
D'importance plus locale mais très fréquentée, l'autoroute A48 relie Lyon (via l'A43) à Grenoble ; elle est prolongée dans l'agglomération grenobloise par l'A480 et la route nationale 87, qui forment ensemble la rocade de Grenoble. Ce sont les troncs communs de l'A48 avec l'A43 au nord, dans l'aire urbaine lyonnaise, et de l'A48 avec l'A49 au sud, dans l'aire urbaine grenobloise, qui accueillent les trafics les plus importants du département (juste derrière l'A7 à la sortie de Lyon) : environ 90 000 véhicules/jour y circulaient chaque jour en 2019.
L'autoroute A51, seule autoroute se dirigeant de Grenoble vers le sud, est aujourd'hui principalement destinée à un trafic périurbain ; en effet, son prolongement vers les Hautes-Alpes et l'A51 sud existante de La Saulce à Marseille, longtemps projeté, n'est plus à l'ordre du jour en raison de la forte contestation locale, du coût du projet et de sa faible rentabilité.

### Sécurité routière
En Isère, en 2023, 52 personnes sont tuées (42% en véhicule solo) dont 27 personnes sur routes départementales (hors métropole) et 8 dans la Grenoble-Alpes Métropole[réf. non conforme].
En Isère, 36% des tués sont tués dans un accident domicile-travail ou professionnel, dont 52% d'automobilistes.
Le taux de mortalité de 44 tués par millions d'habitant est dans la moyenne des autres départements monopolarisés.

### Transport collectif de voyageurs
L'Isère est desservie par le réseau régional de transport routier Cars Région, dont le réseau de l'Isère compte plus de 70 lignes régulières.

## Transport ferroviaire

### Historique

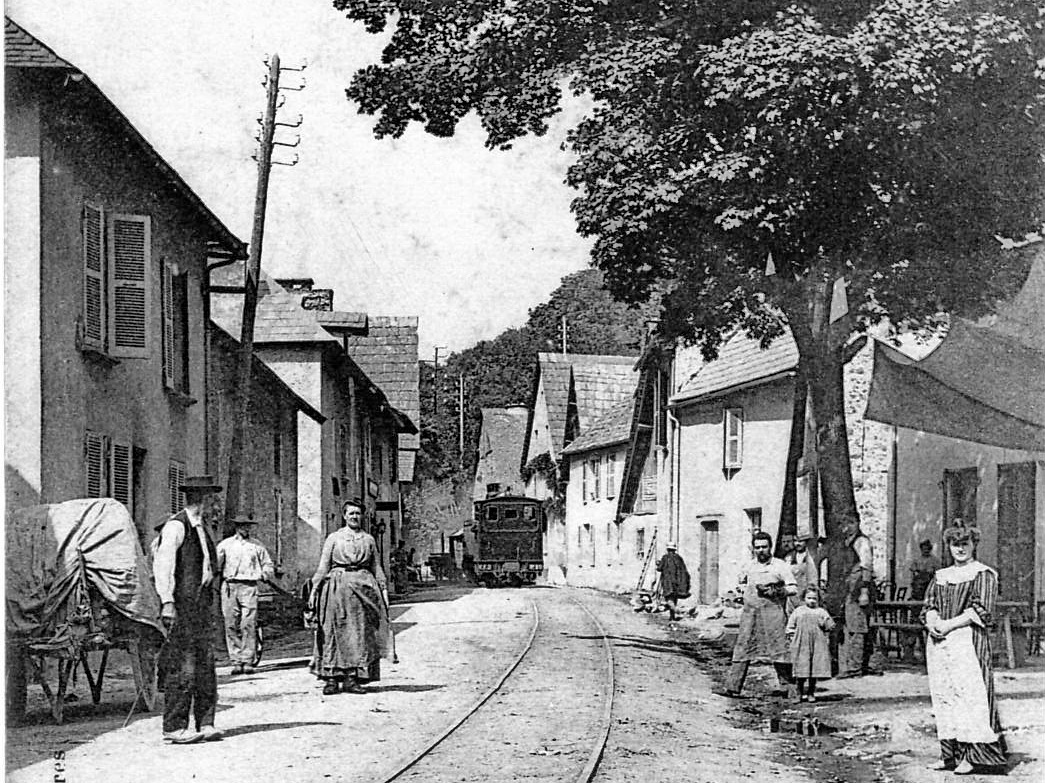
Un convoi des Voies ferrées du Dauphiné (VFD) dans la rue principale de Livet au début du XXe siècle.

La première ligne de chemin de fer a ouvert dans le département en 1855, entre Lyon et Valence via Vienne (tronçon de la future ligne « impériale » de Paris-Lyon à Marseille-Saint-Charles). Grenoble est desservie à partir de 1858 par un embranchement provenant de Saint-Rambert-d'Albon, quatre ans avant l'ouverture de la ligne directe vers Lyon.
Le réseau d’intérêt général a été développé dans le département par la Compagnie des chemins de fer de Paris à Lyon et à la Méditerranée (PLM), mais ne sera jamais très étendu. À la fin du XIXe siècle, le chemin de fer d’intérêt général desservait la plupart des villes et bourgs importants du département, comme Beaurepaire, Bourgoin-Jallieu, Brignoud, Clelles, Grenoble, Moirans, Pontcharra, Le Pont-de-Beauvoisin, Rives, Roussillon, Saint-Étienne-de-Saint-Geoirs, Saint-Marcellin, La Tour-du-Pin, Tullins, La Verpillière, Vienne, Vif et Voiron. Mais les secteurs montagneux (Belledonne, Chartreuse, Écrins, Grandes Rousses, Oisans, Taillefer, Vercors) et même certaines régions de plaine (l'Isle-Crémieu et la région de Saint-Jean-de-Bournay) n'ont jamais été desservies par le chemin de fer d'intérêt général.
Les chemins de fer d’intérêt local, en revanche, ont connu un fort développement en Isère. Les Voies ferrées du Dauphiné (VFD) exploitent à partir des années 1890 plusieurs lignes à voie métrique de Grenoble vers l'Oisans et le Grésivaudan. Les Chemins de fer économiques du Nord mettent en service à la même époque deux lignes dans le Bas-Dauphiné et dans la périphérie de Grenoble. Le Voiron - Saint-Béron est ouvert en 1895 entre ces deux villes, via le massif de la Chartreuse. Le tramway Grenoble - Chapareillan a été mis en service entre 1899 et 1901. Les Tramways de l'Isère ouvrent entre 1899 et 1909 plus de 170 km de lignes dans le Bas-Dauphiné. Tous ces réseaux seront repris dans les années 1920 et 1930 par la Régie départementale des voies ferrées du Dauphiné, et fermés pour la plupart dans les années 1930.
Outre ces réseaux isérois d'intérêt local, le département était desservi par les réseaux de départements voisins (les Tramways de l'Ain, le Tramway de Pontcharra à la Rochette et Allevard et surtout le Chemin de fer de l'Est de Lyon, dont le réseau desservait l'Isle-Crémieu), et par le tramway de Grenoble dont le réseau s'étendait jusqu'à Voreppe et Villard-de-Lans. On peut enfin citer le chemin de fer de la Mure, embryon d'une ligne d'intérêt général mais à écartement métrique qui devait relier Grenoble à Gap mais n'a jamais dépassé Corps.
Après la fermeture de la quasi-totalité du réseau d'intérêt local dans les années 1930 et 1950, le réseau d'intérêt général, lui, reste à l'écart du mouvement d'électrification des lignes alpines entrepris au sortir de la guerre. C'est seulement dans les années 1980 que la ligne de Lyon à Grenoble sera modernisée et électrifiée, pour l'arrivée du TGV qui met Grenoble à trois heures de Paris. Au début des années 2010, c'est au tour du « Sillon Alpin » d'être modernisé et électrifié entre Valence, Grenoble et Chambéry.
|                                             |
| Le réseau ferroviaire à son apogée en 1932. |

|                                     |
| Le réseau ferroviaire de nos jours. |

|                                                    |
| Carte animée de l’évolution du réseau ferroviaire. |

### Situation actuelle

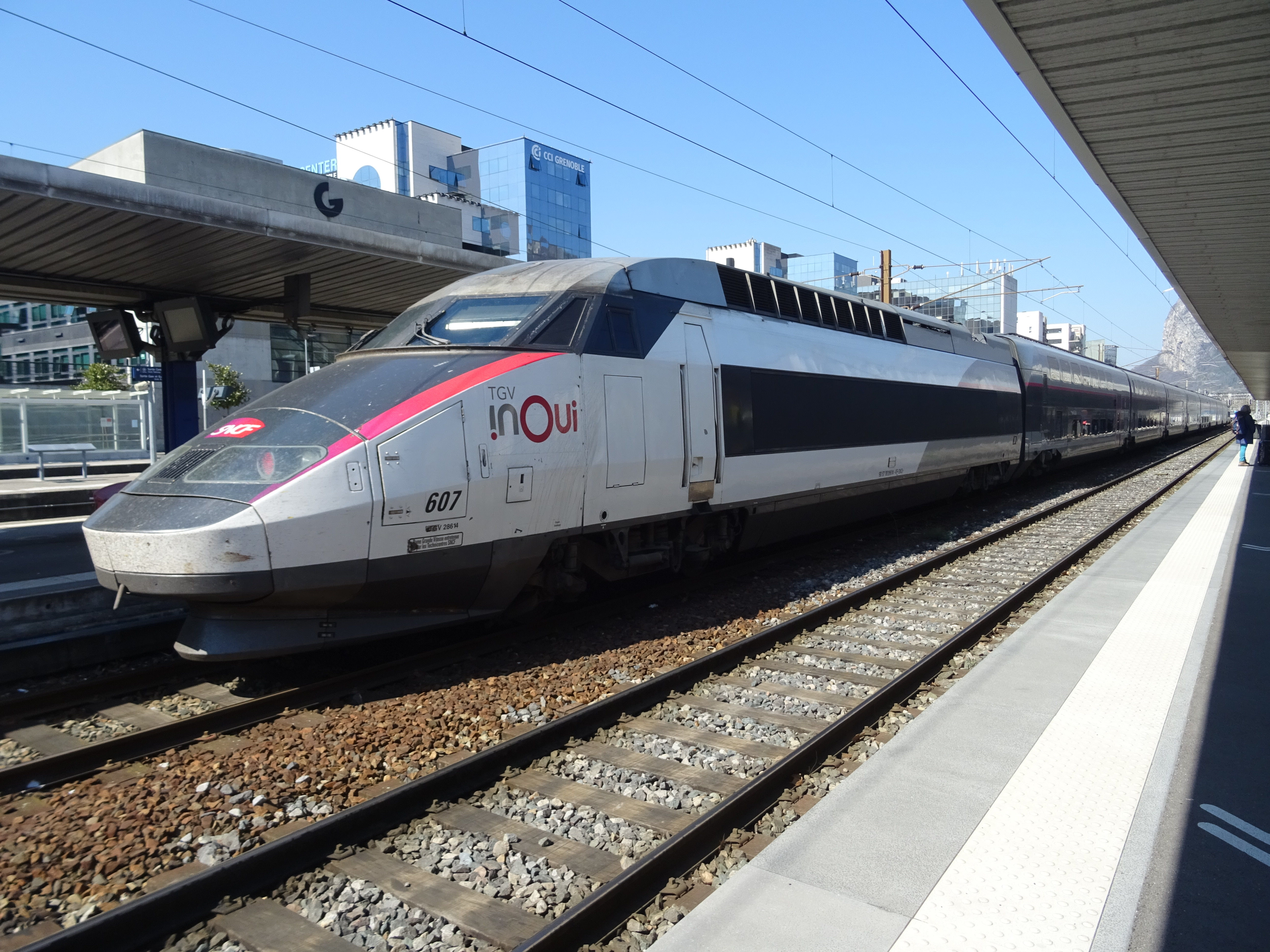
Une rame TGV inOui en gare de Grenoble en 2022.

La principale gare de voyageurs du département est la gare de Grenoble, terminus de nombreux TGV inOui et trains régionaux, avec près de 7,8 millions de voyageurs en 2019 ; suivent les gares de Bourgoin-Jallieu, Vienne et Voiron, avec une fréquentation annuelle entre 1 et 2 millions de voyageurs en 2019.
L'Isère est traversée par la ligne de Lyon-Perrache à Marseille-Saint-Charles (via Grenoble), qui, au nord de Grenoble, est à double voie, électrifiée et très fréquentée ; en revanche, au sud de Grenoble, elle est à voie unique, non-électrifiée et peu fréquentée, d'où de régulières menaces de fermeture. La ligne de Saint-André-le-Gaz à Chambéry est un embranchement de celle-ci, offrant un second itinéraire entre Lyon et la Savoie (après celui par Ambérieu et Culoz).
Grenoble est également desservi par la ligne du Sillon Alpin, formellement constituée de la ligne de Valence à Moirans et de la ligne de Grenoble à Montmélian ; ces lignes ont bénéficié d'une modernisation (en particulier leur électrification) dans les années 2010 en raison d'un trafic croissant.
L'ouest du département est traversé par la ligne « impériale » de Paris-Lyon à Marseille-Saint-Charles, qui, quoi qu’ayant perdu son trafic voyageurs de longue distance depuis l'ouverture de la LGV Rhône-Alpes qui la double à l'est, n'en reste pas moins parcourue par de fréquents trains régionaux de moyenne distance.
Ces lignes sont parcourues par un trafic important de trains TER Auvergne-Rhône-Alpes, ainsi que par des TGV inOui reliant Paris à Grenoble et des trains de fret.
Le nord du département doit être traversé par la future liaison ferroviaire transalpine Lyon - Turin, en projet.

## Transport fluvial
Le Rhône, qui forme une partie de la limite ouest du département, est au sud de Lyon l'un des principaux axes du transport fluvial en France, canalisé à grand gabarit (classe V CEMT). En revanche, le Rhône n'est pas navigable sur son tronçon formant la limite nord du département.

## Transport aérien
L'aéroport de Grenoble-Alpes-Isère est assez modeste au regard de l'importante de la métropole dont il porte le nom, avec 308 000 passagers en 2019. Assez éloigné de Grenoble, il est en effet concurrencé par l'aéroport de Lyon-Saint-Exupéry, à peine plus éloigné et qui offre un large panel de destinations. L'aéroport de Grenoble-Alpes-Isère n'est desservi pratiquement qu'en saison, par des vols low cost le reliant notamment au Royaume-Uni ou à d'autres destinations du nord de l'Europe.
L'Isère compte également plusieurs aérodromes destinés à l'aviation légère de tourisme et de loisirs : Grenoble-Le Versoud, La Tour-du-Pin - Cessieu, Morestel, Saint-Jean-d'Avelanne et Vienne - Reventin. L'altiport de l'Alpe d'Huez est en outre utile au secours en montagne et au transport sanitaire.

## Transports en commun urbains et périurbains

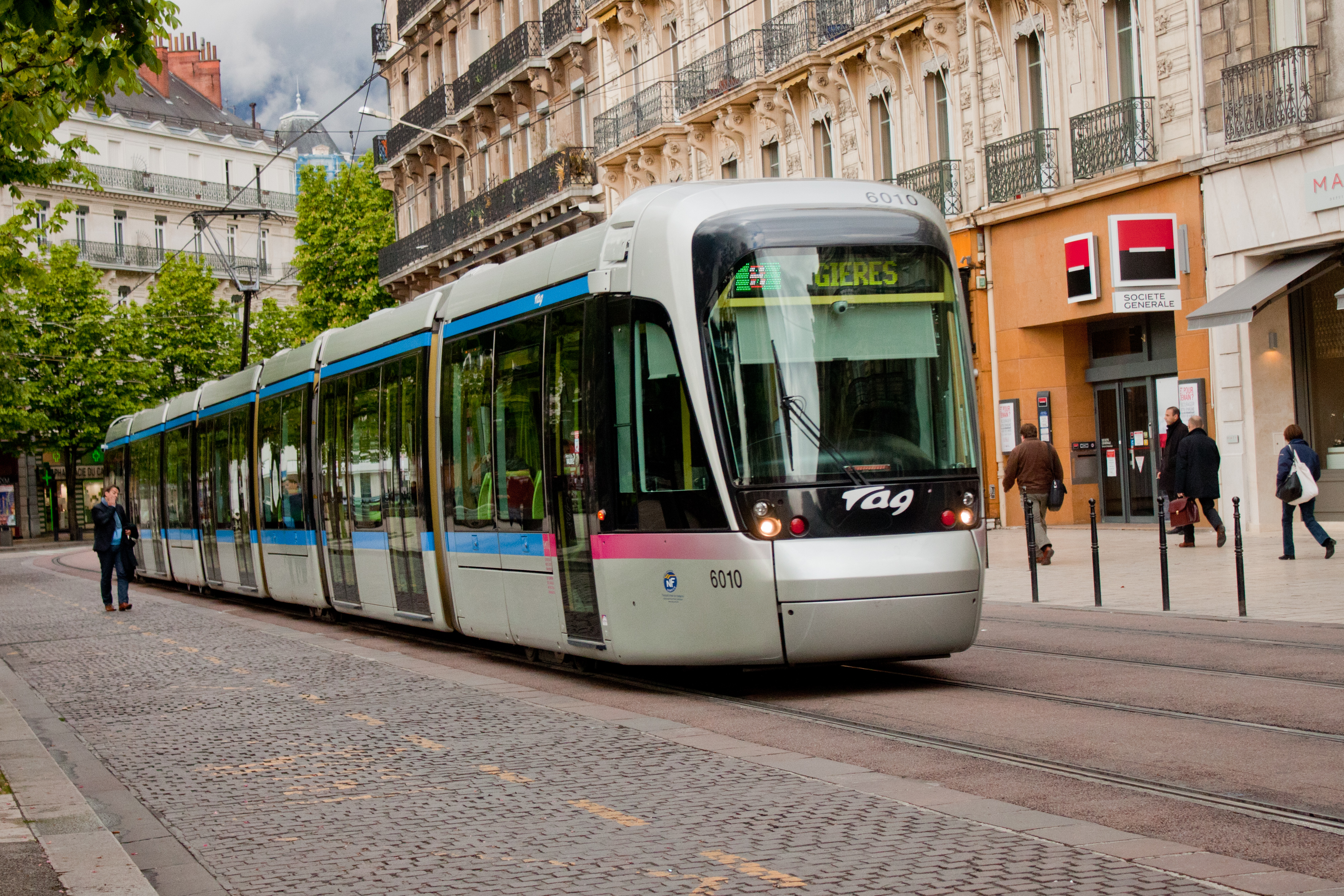
Une rame Alstom Citadis du tramway de Grenoble en 2012.

Le Syndicat mixte des mobilités de l'aire grenobloise (qui regroupe Grenoble Alpes Métropole, la communauté d'agglomération du pays voironnais et la communauté de communes Le Grésivaudan), Vienne Condrieu Agglomération, la communauté d'agglomération Porte de l'Isère, la commune de La Tour-du-Pin et la commune des Deux-Alpes sont autorités organisatrices de la mobilité sur leur territoire et organisent des services de transport dans leur ressort territorial.
Le réseau des Transports de l'agglomération grenobloise (TAG) est le plus important. Il compte 5 lignes de tramway et une quarantaine de lignes d'autobus. L'actuel tramway de Grenoble, ouvert à partir de 1987, est le lointain successeur de l'ancien tramway de Grenoble, qui a fonctionné entre 1894 et 1952.
Les réseaux TouGo (Crolles), Pays voironnais Mobilité (Voiron), L'va (Vienne) et Ruban (Bourgoin-Jallieu / L'Isle-d'Abeau) comptent chacun entre une dizaine et une quinzaine de lignes d'autobus.
La Tour du Pin est desservie par des navettes baptisées Trans'Tour ; Les Deux-Alpes disposent quant à elles d'une navette saisonnière.

## Modes actifs
Le département est traversé par plusieurs voies vertes, véloroutes et sentiers de grande randonnée.
L'Isère compte 482 kilomètres de voies vertes.
L'agglomération de Grenoble est classée deuxième en France en nombre de déplacements quotidiens en vélo.
Grenoble-Alpes Métropole organise un service de location et de consigne de vélos sous le nom de Métrovélo.